# Joseph Hellmesberger jr.
Josef „Pepi” Hellmesberger Jr. (n. 9 aprilie 1855, Viena, Imperiul Austriac – d. 26 aprilie 1907, Viena, Austro-Ungaria) a fost un compozitor, violonist și dirijor austriac.
Hellmesberger a fost fiul violonistului și dirijorului Joseph Hellmesberger Sr. (1828-1893), care a fost primul său profesor. Printre familia sa de muzicieni notabili se numără: bunicul, Georg Hellmesberger Sr. (1800-1873); unchiul, Georg Hellmesberger Jr. (1830-1852); și fratele său, Ferdinand Hellmesberger (1863–1940).
În 1875 Hellmesberger a uuu
devenit membru al cvartetului Hellmesberger al tatălui său, în timp ce în 1887 a devenit lider. În 1878 Hellmesberger a devenit violonist solo al Capelei de la Viena și profesor la Conservatorul din Viena. În 1890 a fost primul hofkapellmeister la Opera de la Curtea de la Viena, iar din 1901 până în 1903 a fost dirijor principal al Filarmonicii de la Viena.
În 1904 și 1905 a fost Kapellmeister la Stuttgarter Hoftheater
Compozițiile sale includ 22 de operete, 6 balete, muzică dance și lieder.
Hellmesberger a murit din cauza insuficienței renale, la Viena, la 52 de ani.